# Capparis sikkimensis
Capparis sikkimensis är en kaprisväxtart som beskrevs av Wilhelm Sulpiz Kurz. Capparis sikkimensis ingår i släktet Capparis och familjen kaprisväxter. Inga underarter finns listade i Catalogue of Life.